# HTC Sensation
De HTC Sensation is een mobiele telefoon die officieel is aangekondigd tijdens het HTC evenement in Londen en is de opvolger van de HTC Desire HD. De HTC Sensation is het eerste toestel van de Taiwanese fabrikant met een dual-core-processor. Verder heeft de Sensation een 4,3 inch-QHD-scherm met een resolutie van 960 bij 540 pixels, wat een beeldverhouding weer kan geven van 16:9 (breedbeeldtelevisieverhouding).
Meer specificaties van de HTC Sensation zijn een 8,0 megapixelcamera met dubbele led-flitser, Android 2.3.3 Gingerbread als besturingssysteem en de grafische schil HTC Sense.
Sinds 9 mei 2011 is de HTC Sensation in Nederland exclusief verkrijgbaar bij de provider Vodafone. Vanaf juli is het toestel ook te bestellen in combinatie met de overige providers in Nederland.

## Death Grip
Op 7 juni 2011 werd de HTC Sensation verdacht van de zogenoemde death grip, waarbij de signaalsterkte zou afnemen, als de hand op de bovenkant van het toestel rust. Dit is vergelijkbaar met de antenne-gate voor de iPhone 4. Het bleek achteraf erg mee te vallen bij de HTC Sensation en maar enkelen erkenden een dergelijk probleem.

## Speciale edities

### HTC Sensation XE
De Sensation XE is een verbetering van de Sensation. De "XE" in de naam staat voor "Extended Edition" en dat betekent dat het dus een speciale editie is. Er zijn in de Sensation XE verschillende dingen verbeterd. Zo is de processorkracht verbeterd van 1,2 naar 1,5 GHz, de batterij verbeterd van 1520 naar 1730 mAh en is het besturingssysteem Android verbeterd naar 2.3.4.
Maar bovenal is de toevoeging van Beats Audio de opmerkelijkste verandering. Het toestel is trouwens makkelijk te herkennen vanwege de rode speaker, in plaats van de witte speaker bij de 'normale' Sensation. Ook zijn de knoppen en de achterste camera in een rood jasje gestoken, en is het Beats-logo toegevoegd. Wanneer men het doosje krijgt waar het toestel in zit, krijgt men behalve de telefoon ook iBeats-oordopjes erbij inbegrepen. Een vergelijkbare telefoon van de HTC Sensation XE is de Samsung Galaxy S II, die qua specificaties erg dicht bij elkaar liggen.

### HTC Sensation XL
Op 6 oktober 2011 werd nog een speciale editie uitgebracht met Beats Audio, dat de naam HTC Sensation XL draagt. De "XL" in de naam staat voor zijn grote 4.7"-scherm (dat voor mobiele telefoons inderdaad "Extra Large" is). Het toestel maakt gebruik van Android en HTC Sense 3.5 met Beats Audio. Ondanks zijn naam en dat het Android gebruikt, is het meer een directe concurrent van de HTC Titan, een Windows Phone 7-toestel (als er wordt gekeken naar de hardware en de specificaties). Ondanks dat het een groter scherm heeft is de processor hetzelfde gebleven, in vergelijking met de Sensation XE. Er zijn in totaal 2 versies van de Sensation XL verschenen; eentje met en eentje zonder Beats Solo hoofdtelefoon